# Odo Tattenpach

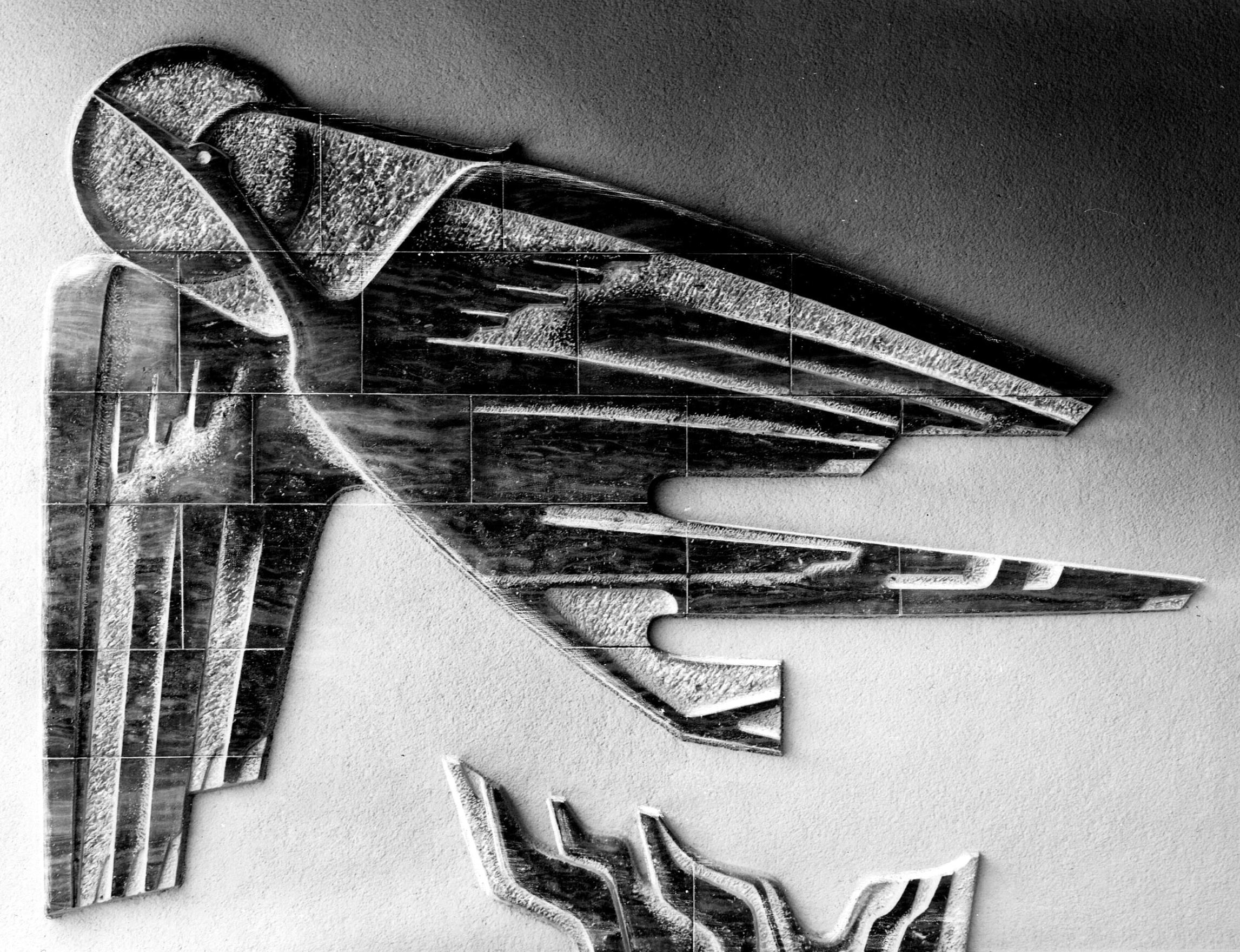
Der Aufsteigende Phoenix kurz nach der Montage

Hannes Schulz-Tattenpach, geboren als Hans Wilhelm Schulz (* 29. Dezember 1905 in Lannesdorf; † 28. Dezember 1953 in Braunschweig), Künstlername Odo Tattenpach, war ein deutscher Maler und Bildhauer.

## Leben und Werk
Aus finanziellen Gründen war Tattenpach gezwungen, die Schule nach neun Jahren zu verlassen, um eine Tischlerlehre zu beginnen, die er 1924 erfolgreich abschloss. Anschließend folgten Studienjahre an der Kunstakademie Düsseldorf und ab 1926 an den Kölner Werkschulen. Ab 1927 erhielt er erste Arbeitsaufträge für Gebrauchsgrafiken. 1928 eröffnete Tattenpach sein erstes Atelier in Berlin und arbeitete anschließend zunächst im Bereich (kirchliche) Glasmalerei und Glasmosaike. 1929 folgten Aufträge für die Gestaltung der Berliner S- und U-Bahnen, zwischen 1930 und 1932 wieder Glasarbeiten für Kirchen (Fenster und Altäre). So schuf er 1930 elf Buntglasfenster für die Hedwigs-Kirche in Jüterbog. Diese Fenster wurden aber nach wenigen Jahren wieder entfernt und gelten seither als verschollen. Ausgebaut wurden sie, weil sie der Gemeinde „nicht gefielen“ und ihre Verarbeitung fehlerhaft gewesen sei. Anschließend wurden sie durch Arbeiten von Tattenpachs Atelier-Kollegen Egbert Lammers ersetzt.
In der Folge der „Machtergreifung“ der Nationalsozialisten gerieten Tattenpach und seine Arbeiten „Der Gläubige in der Großstadt“ (gefertigt für die Versöhnungskirche in Leipzig-Gohlis) oder die Kreuzigungsgruppe für die katholische Bonifatiuskirche in Bad Dürrenberg als Beispiele „Entarteter Kunst“ in den Mittelpunkt der NS-Polemik und Hetze gegen den Künstler. Die Machthaber unterstellten Tattenpach, er sei Kommunist und wolle den „gesunden deutschen Volkskörper“ mit seinen Werken „vergiften“. Während das erzbischöfliche Generalvikariat in Paderborn die Beseitigung des Werkes in Bad Dürrenberg forderte, verbarg die dortige katholische Gemeinde die Szene hinter einem vorgehängten Teppich und bewahrte sie so vor der Zerstörung. Mit Hilfe von Freunden und Förderern (darunter der Politiker Heinrich Krone) gelang es, die Hetzkampagne bald zum Verstummen zu bringen.
1933 wurde Tattenpach Mitglied im Kreis katholischer Künstler. Er entzog sich dem Einfluss des NS-Regimes durch Ausreise nach Frankreich, wo er in Aix-en-Provence arbeiten wollte, musste jedoch noch im selben Jahr nach Deutschland zurückkehren, weil ihm die französischen Behörden eine Aufenthaltsgenehmigung mit dem Argument verweigerten, er werde weder politisch noch rassisch verfolgt. Dank eines weiteren Förderers, des Oberbaurats bei der Generaldirektion der Deutschen Reichsbahn Richard Brademann, wurde Tattenpach trotz seiner oppositionellen Einstellung gegenüber dem NS-Regime in die Reichskammer der bildenden Künste aufgenommen, wodurch er wieder öffentliche Aufträge erhielt.
1941 wurde Tattenpach zur Wehrmacht eingezogen und war 1942 im Auftrag der Deutschen Asphalt- und Tiefbau AG in Südeuropa unterwegs, um für die Luftwaffe Bauarbeiten auszuführen. Bei diesen Aufenthalten entstanden zahlreiche Zeichnungen. Während dieser Zeit wurden seine Wohnung und sein Atelier in Berlin mit vielen seiner Arbeiten durch einen alliierten Bombenangriff zerstört. Daraufhin zog Tattenpach mit Frau und Kind nach Braunschweig. Nach dem Ende des Zweiten Weltkrieges wohnte er zusammen mit seiner Ehefrau Arete und dem gemeinsamen Sohn Wolf im Haus Anker. Arete, die Tochter des letzten kaiserlichen Regierungspräsidenten von Magdeburg, Karl Miesitschek von Wischkau, hatte er 1932 in Berlin geheiratet. 1946 gründete Tattenpach die Ypsilon-Werkstätten für künstlerische Formgebung. Die frühe Nachkriegszeit überstand die Familie dadurch, dass der Vater Alltagsgegenstände in Handarbeit herstellte und verkaufte. Nebenbei malte er.
Per Erlass bestimmte das Wirtschaftsministerium des erst 1946 geschaffenen Landes Niedersachsen, dass beim Wiederaufbau ein Prozent der Bausumme eines Gebäudes in bildende Kunst zu investieren sei. Die Bundesregierung folgte 1950 mit dem Kunstförderprogramm Kunst am Bau. So erhielt Tattenpach die Möglichkeit, seine Werke öffentlich finanzieren zu lassen und stattete in den Folgejahren verschiedene Schulen und weitere öffentliche Gebäude aus, in Braunschweig zum Beispiel den Sitzungssaal des neuen Rathauses, die Knabenmittelschule am Augustplatz (heutige Realschule John-F.-Kennedy-Platz) oder die Schule im Stadtteil Rühme sowie zahlreiche weitere Gebäude im Raum zwischen Wolfsburg und Hannover.

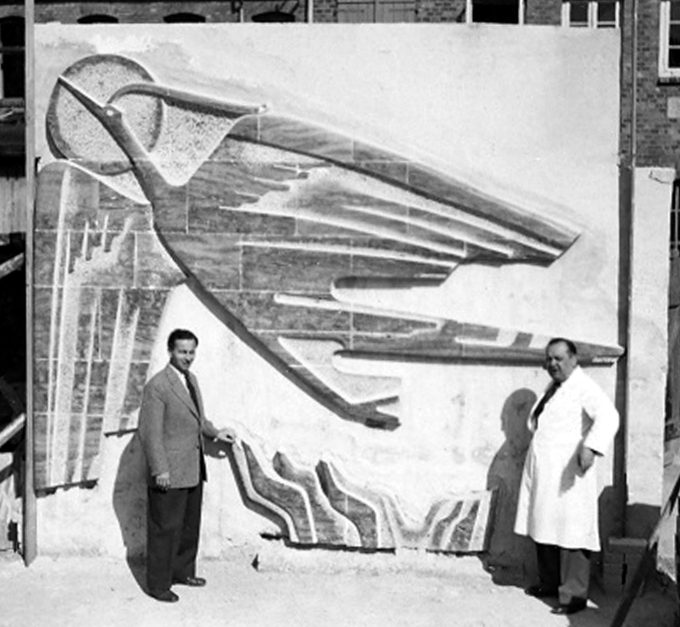
Der Aufsteigende Phoenix auf dem Gelände des Steinmetzbetriebes Heinrich Zerries in Braunschweig vor dem Abtransport nach Bonn.

1952 nahm Tattenpach an der Ausschreibung für die künstlerische Ausgestaltung des neuen Abgeordnetenhochhauses in Bonn teil. Es war der erste Auftrag zur Ausgestaltung eines öffentlichen Gebäudes, den der Bundestag der jungen Bundesrepublik Deutschland zu vergeben hatte. Tattenpach gewann zwar nicht den Wettbewerb, von den 333 eingereichten Arbeiten wählte dennoch die 15-köpfige Jury seinen Aufsteigenden Phönix aus und erteilte ihm den Auftrag.
Die Umsetzung des Werkes erwies sich für den Künstler zunächst als schwierig, da sein Atelier für das 20 Quadratmeter große Relief aus Kalkstein zu klein war, doch überließ ihm das Städtische Museum Braunschweig seinen Oberlichtsaal für diese Arbeit. Das Werk entstand schließlich unter Tattenpachs Anleitung und Aufsicht auf dem Gelände des Braunschweiger Steinmetzbetriebes Zerries an der Helmstedter Straße. Das fertige Kunstwerk wurde am 28. August 1953 im Eingangsbereich des Abgeordnetenhochhauses montiert, wo es sich noch heute befindet.
Vier Monate später, am 28. Dezember 1953, starb Schulz-Tattenpach 48-jährig an einem Herzinfarkt.

## Rezeption
Die Stadt Braunschweig ehrte den Künstler 1955 mit einer Gedächtnisausstellung. 2013, zu seinem 60. Todestag, fand eine Ausstellung in der Versöhnungskirche in Leipzig-Gohlis statt.
Tattenpachs mythologischer „Phönix aus der Asche“ wurde schnell zum Symbol der jungen Demokratie und des Wiederaufbaus. 1974, zum 25. Jahrestag der Gründung der Bundesrepublik Deutschland, brachte die Deutsche Bundespost eine Sonderpostkarte zu 30 Pfennig heraus, dessen Wertzeichen Tattenpachs Phönix-Relief abbildet.

## Werke (Auswahl)
- 1930: Fenster für die Kirche St. Martin in Berlin-Kaulsdorf[7]
- 1930: elf Fenster für die St.-Hedwigs-Kirche in Jüterbog
- 1931: Altarbild für die St.-Bonifatius-Kirche in Bad Dürrenberg
- 1932: Fenster für die Versöhnungskirche in Leipzig-Gohlis
- 1934: drei Fenster für die Dreikönigskirche in Rahnsdorf[8]
- 1934: Fenster für die Kirche St. Theresia vom Kinde Jesu in Finow
- Relief im Rathaussaal in Braunschweig
- 1953: Aufsteigender Phoenix am Abgeordnetenhochhaus in Bonn